# オオハム

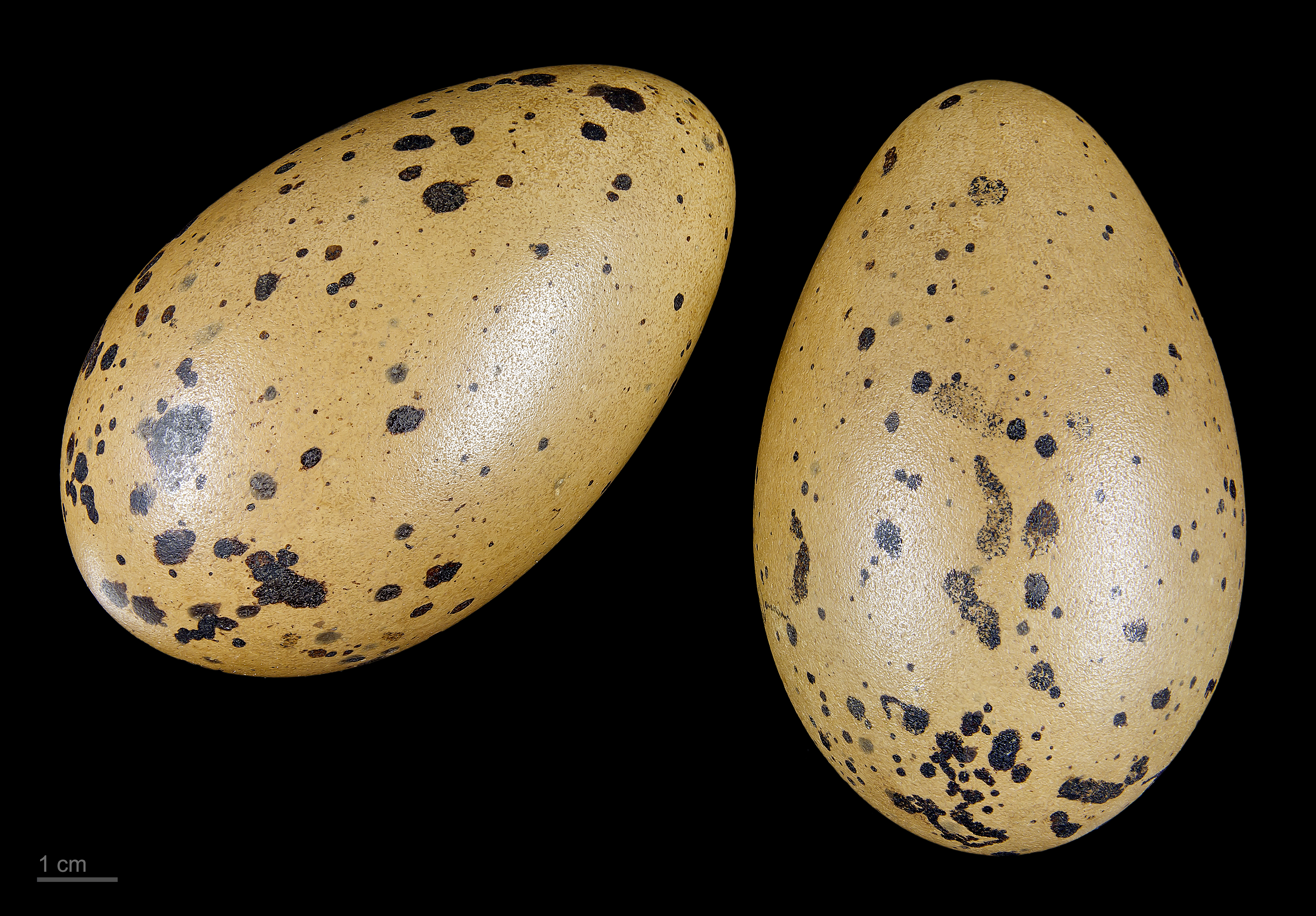
Gavia arctica

オオハム（大波武、学名：Gavia arctica）は、アビ目アビ科に分類される鳥類の1種。日本へは冬鳥として飛来する。

## 分布

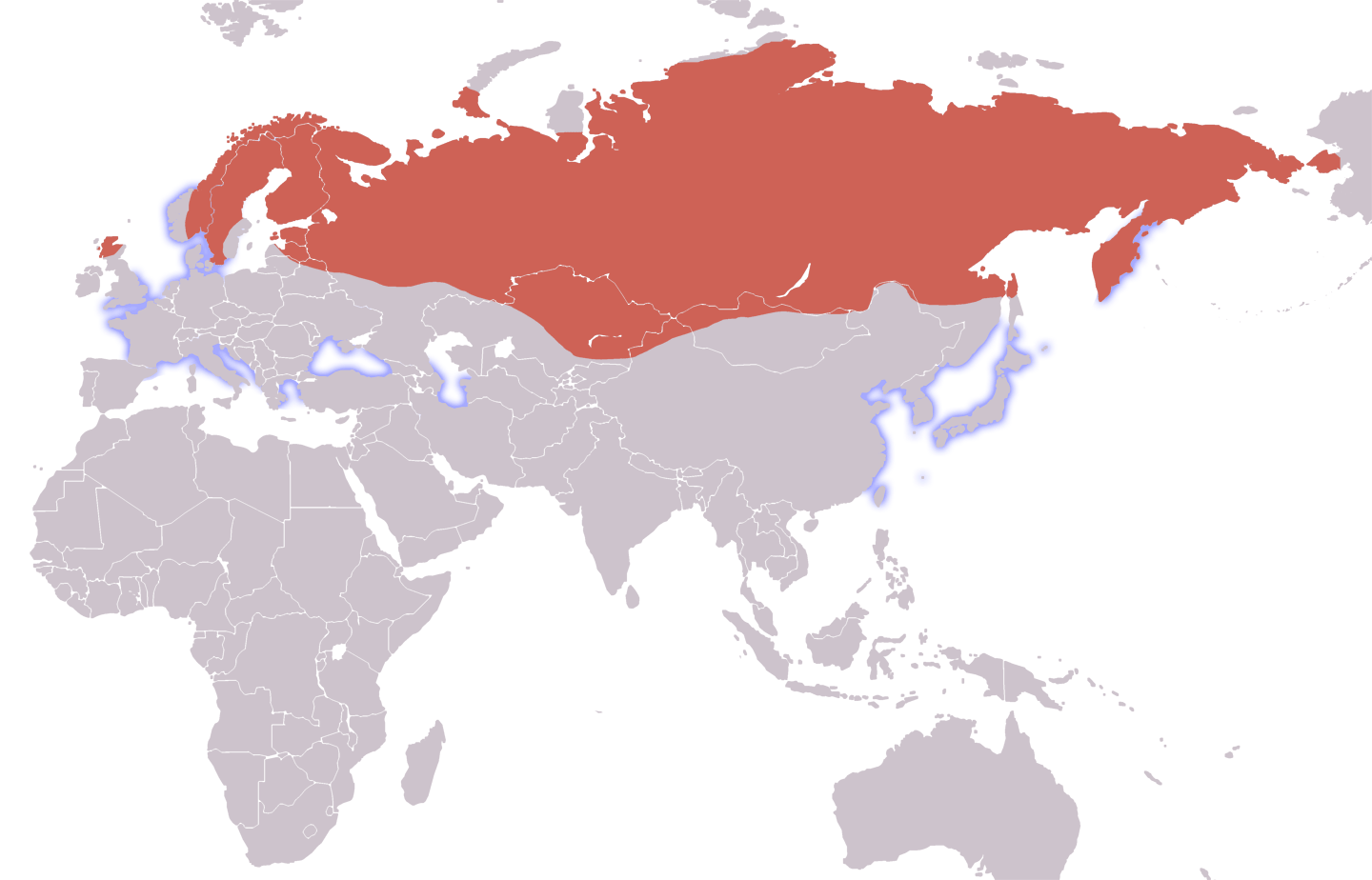
繁殖地
越冬地

北ヨーロッパからシベリア、カムチャツカ、アラスカ西部、南はバイカル湖、アムール川で繁殖し、冬季はやや南下してヨーロッパの大西洋沿岸や、黒海沿岸、沿海州から中国東部にかけての日本海、東シナ海沿岸に渡り越冬する。
日本では冬鳥として、九州以北の沿岸に飛来する。

## 形態

オオハム 夏羽（上）、冬羽（下）

全長約72cm (58-73cm)、翼開長約120cm (110-130cm)。アビより大型で、シロエリオオハムよりも大きい。頭頂は平らであり、くちばしは黒色でまっすぐとがる。くちばしはシロエリオオハムに比べ、長くて太い。
雌雄同色。夏羽の前頸は緑色光沢のある黒色で、背は黒色に白色の角斑が並ぶ。冬羽では背面は暗褐色で、下面は白色。泳いでいるとき後脇に白色部が見える。幼羽は後頸と背が淡い褐色で、背には淡色の羽縁が認められ不明瞭なまだら模様に見える。

## 生態
越冬時は、海上で生活している。沿岸の海上のほか、港湾や河口、沿岸近くの湖沼に入ることもある。警戒時には体を水面に深く沈める。主に魚類などを潜水して捕食する。飛翔の際は水面を足で蹴って助走を行い、小刻みな翼動で直線的に飛ぶ。

## 画像
左上がオオハム。